# ليك بلاسيد
ليك بلاسيد (بالإنجليزية: Lake Placid)‏ هي مدينة أمريكية تقع في ولاية فلوريدا. ويبلغ عدد سكانها 1878 نسمة حسب إحصاء سنة 2010 م 1878.